# Presswurst

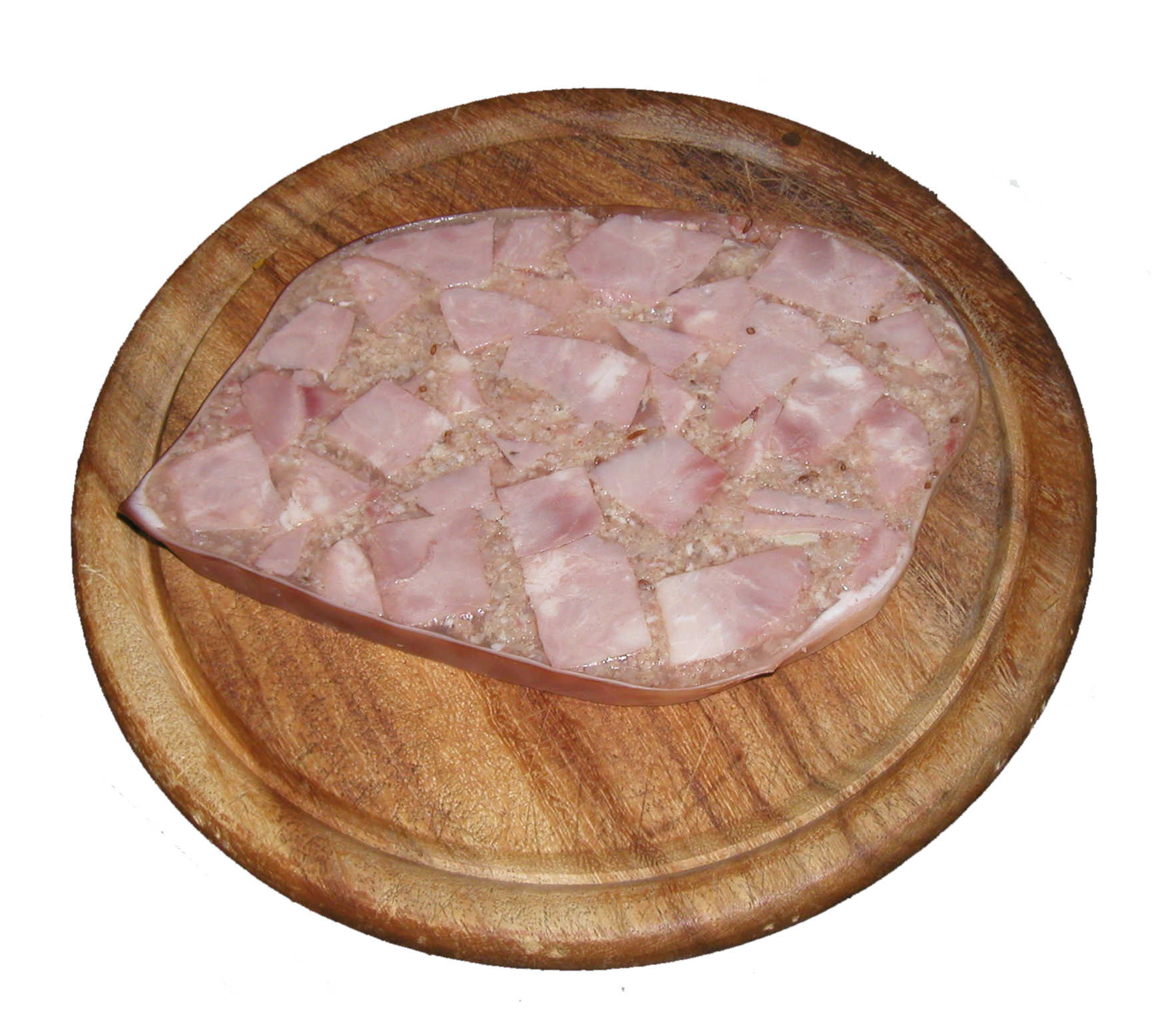
Weißer Schwartenmagen

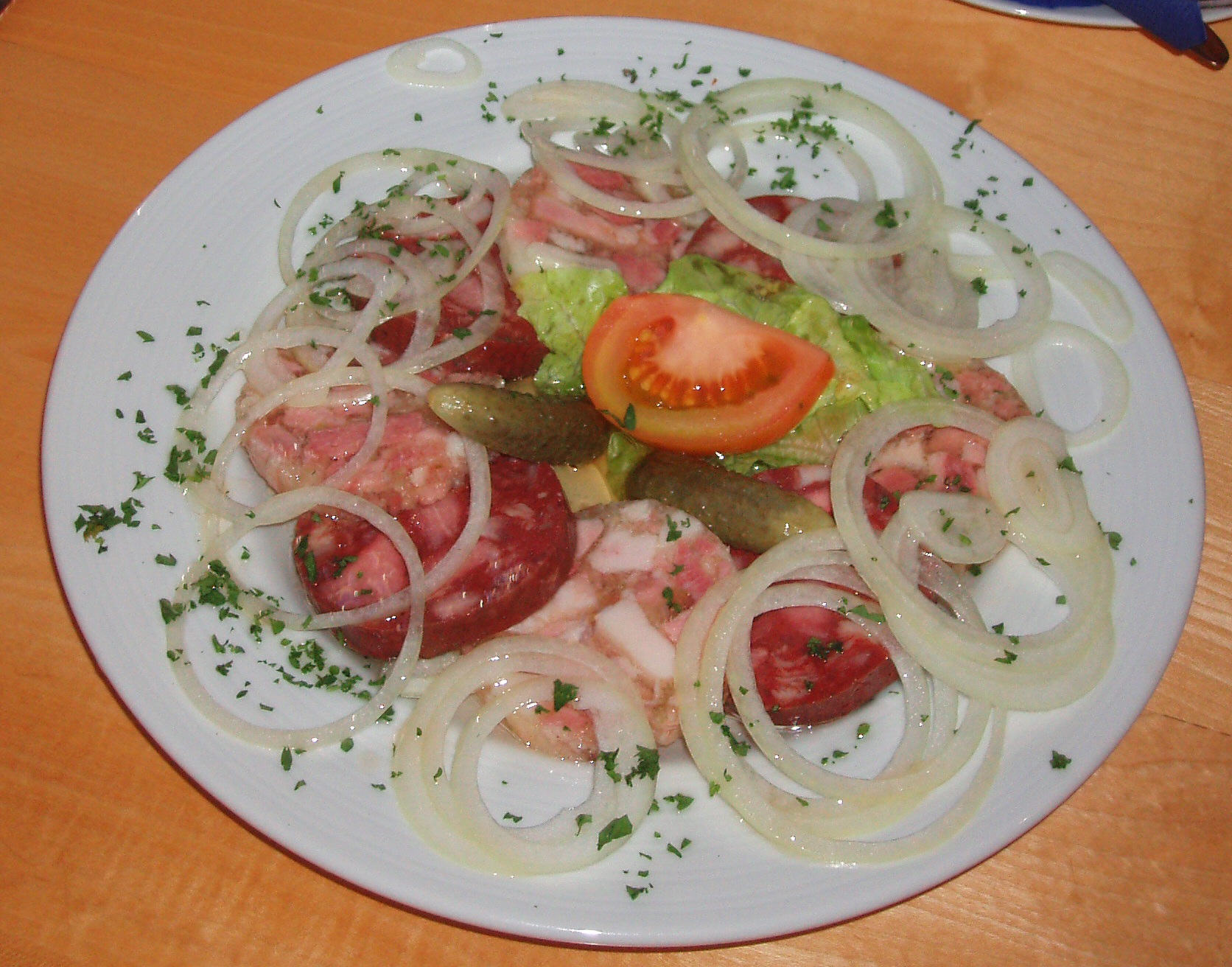
Saurer Presssack

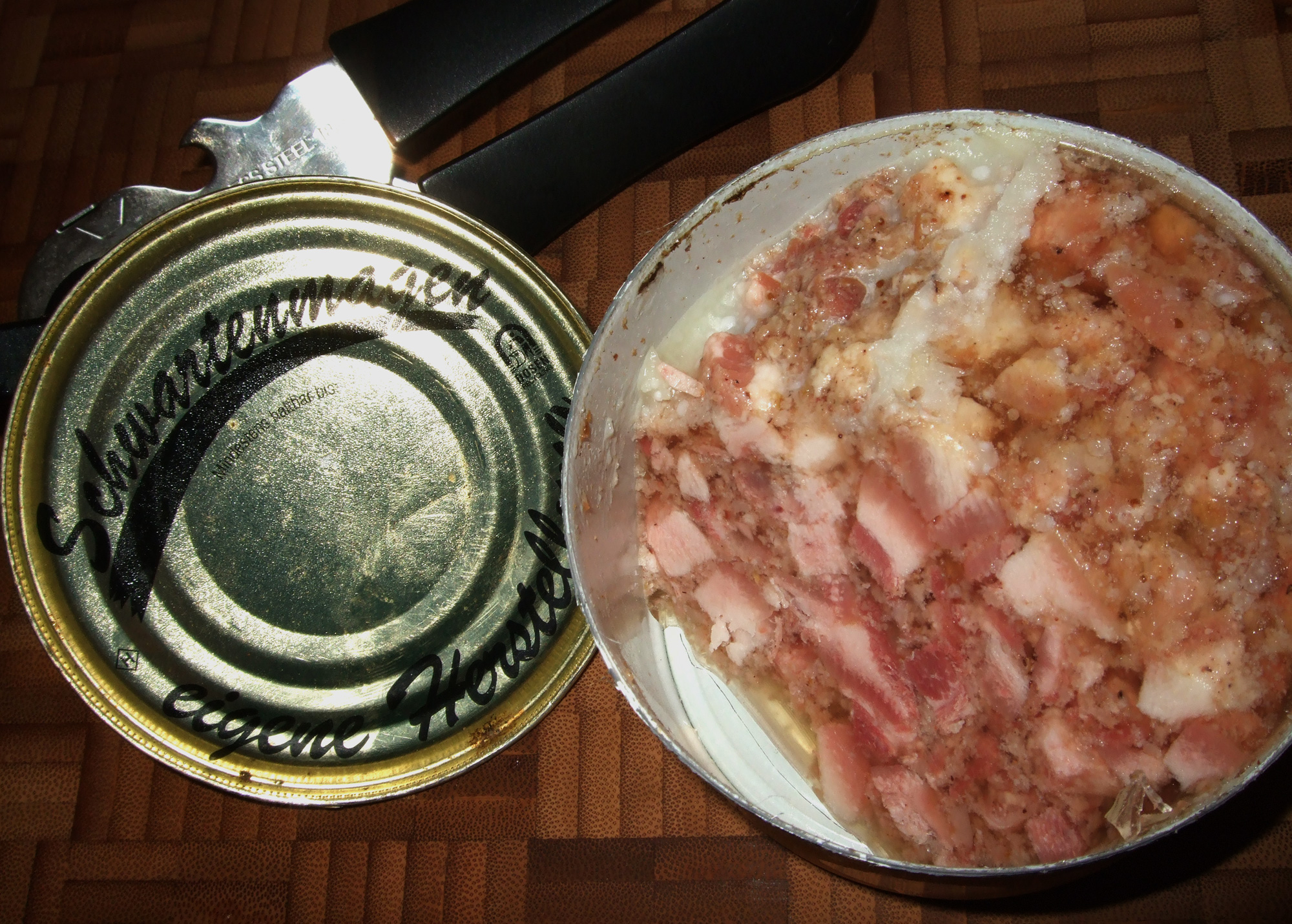
Schwartenmagen aus der Dose, Hausmacherwurst

Presswurst ist eine Brüh-, Koch- oder Blutwurstsorte aus Schweinefleisch. Je nach Ursprungsregion werden für dasselbe Grundrezept auch die Namen Presskopf, Presssack, Schwartenmagen oder Sausack verwendet. Der Name leitet sich von einem Produktionsschritt ab, bei dem nach dem Kochen die Wurstmasse durch Pressen verdichtet wird. Wenn kein Blut verwendet wird, bezeichnet man die Wurst oft nach ihrer helleren Farbe als Weiße oder Graue, mit Blut als Rote oder Schwarze.

## Herstellung
Für die Produktion wird eine Grundmasse aus Schweineblut, Schweinemaske, Schweineherz, Schweinefleisch, Speck und Schwarte hergestellt. Für einige Rezepte wird auf die Verwendung von Schweinefleisch (Muskelfleisch) verzichtet. Die Einlage wird so in Würfel oder Streifen zerkleinert, dass sie beim Aufschnitt klar erkennbar ist.
Zur Vorbereitung gart man Schwarten meist durch Kochen in Wasser oder Brühe. Nach dem Abkühlen zerkleinert man diese zusammen mit Zwiebeln und vermengt sie anschließend mit dem Blut zu einem feinkörnigen Wurstbrät. Der Speck wird vor dem Kochen in kleine Würfel geschnitten. Diese werden anschließend blanchiert, damit sie Form und Konsistenz behalten, und mit der anderen Einlage erst vor dem Würzen in den Brei gegeben, damit man sie später in der Wurst klar erkennen kann. Zum Abschluss würzt man die Masse und füllt sie in Wursthüllen oder Kunstdärme. Bei der Zubereitung gart man die Würste in kochendem Wasser oder Wasserdampf. Nach dem Abkühlen werden sie teilweise kalt geräuchert. Alternativ erfolgt die Abfüllung in Konservendosen oder -gläsern.

## Varianten
Viele Wurstsorten haben standardisierte Rezepte, die sich im Fleischerhandwerk herausgebildet haben. Die Namen weisen meist auf wesentliche Zutaten und die (vermeintlichen) Ursprungsgebiete hin.

### Presswurst
- Presswurst: mit Schweineblut, gepökeltem Rindfleisch und Rinderherz in groben Würfeln (4 cm); nicht geräuchert; in Kunstdärmen mit Kaliber 120/50
- Berliner Presswurst: mit Schweineblut, Speck in mittleren Würfeln (1–2 cm); nicht geräuchert; in Kunstdärmen mit Kaliber 90/50
  - Rheinische Speckwurst: Speck in kleinen Würfeln (1 cm), in mittleren Kranzdärmen
  - Fränkische Speckwurst: in mittleren Kranzdärmen, kalt geräuchert
- Süddeutsche Presswurst: mit Schweineblut, Schweinefleisch und Schweinebacken in mittleren Würfeln, Grundmasse fein zerkleinert; nicht geräuchert; in Schweinekappen
  - Norddeutsche Presswurst: Einlage wird in grobe Würfel (2 cm) geschnitten
- Schlesische Presswurst: mit Schweineblut, Schweinefleisch, Schweinebauch, Schweineherz und (gewolfter) roher Schweineleber; nicht geräuchert; in Schweinekappen
- Weiße Presswurst: siehe Schwartenmagen
- Spanische Presswurst: eine Brühwurstsorte mit grober Fleischeinlage aus Rinderbrät, Schweinefleisch und Speck; nicht geräuchert; in Schweinefettenden

### Presskopf
- Presskopf: eine Brühwurst mit grober Einlage aus Schweinebrät und Schweinekopf; kalt geräuchert; in mittleren Rinderbutten
- Schlesischer Presskopf: eine Brühwurst mit grober Einlage aus Rinderbrät und Streifen von gekochtem Eisbein; kalt geräuchert; in Schweinemägen
- Mainzer Presskopf: eine Brühwurst mit grober Einlage aus Schweinebrät, gewolfte rohe Leber und vorgekochte Schwarten, gewürfelter Schweinebauch, Schweinekopf und Schweinebacken; kalt geräuchert; in Rinderbutten
  - Mainzer Fleischmagen: der Teil Schweinebacken wird gegen Schweinekopf ausgetauscht
- Weißer Presskopf: eine Brühwurst mit grober Einlage aus Rinderbrät, klein gewürfeltem Schweinefleisch und gekutterten Schwarten; nicht geräuchert; in Naturdärmen mit Kaliber 120/50
- Hessischer Presskopf: eine Brühwurst mit grober Einlage aus Schweinebrät, gepökelten Schweinebacken und Schweinemasken in dünnen Streifen und grob gewolftem Schweinefleisch; kalt geräuchert; in Rinderbutten
- Stuttgarter Presskopf: eine Brühwurst mit grober Einlage aus Schweinebrät, gewürfteltem, gepökeltem Schweinefleisch, Schweinezungen, und Schweinekopf; kalt geräuchert; in Rinderbutten

### Schwartenmagen
Der Name leitet sich von der ursprünglich verwendeten Wursthülle, dem gereinigten Schweinemagen, ab. Die Rezepte weichen für Würste mit der Bezeichnung stark voneinander ab.
- Schwartenmagen (auch Weißer Schwartenmagen): Kalbfleisch, Schweinefleisch, Schweineschwarten in groben Würfeln (3 cm); gewolfte Schwarte in Brühe mit Weißwein und ggf. Aspikpulver; nicht geräuchert; in Kunstdärmen mit Kaliber 120/50
- Grauer Schwartenmagen: mit Rindfleisch, Schweinefleisch, Schweinebauch und Schweinekopf; Einlage wird komplett geschrotet; nicht geräuchert; in Schweineblasen oder Schweinebutten
- Einfacher Schwartenmagen: mit Schweinefleisch und Schweinekopf in dünnen Streifen, fein gewolfte Schwarte; nicht geräuchert; in Schweinemägen
- Geleeschwartenmagen: eine Sülzwurst im Schweinemagen
- Mainzer Schwartenmagen: fein zerkleinerte Blutwurstgrundmasse, Rückenspeck mit Schwarte und Schweinefleisch in dünnen, langen Streifen; in Schweineblasen
- Mannheimer roter Grobschnittmagen: die Masse wird in Rinderbutten oder Kunstdärmen mit Kaliber 75/50 abgefüllt

Der Presssack ist ein typischer Bestandteil einer fränkischen oder bayerischen Brotzeit. Er kann auch, je nach Region dann als „Presssack mit Musik“ bzw. „saurer Presssack“ bezeichnet, mit Essig, Öl und Zwiebeln garniert werden. Dazu wird in der Regel Brot gereicht. In der Pfalz ist die dort mundartlich als Schwardemaache bekannte Speise zusammen mit Pfälzer Leberwurst und Griebenwurst Bestandteil der traditionellen Pfälzer Hausmacher.